# Diontala
Diontala är en ort i Burkina Faso.   Den ligger i provinsen Province de la Kossi och regionen Boucle du Mouhoun, i den västra delen av landet, 300 km väster om huvudstaden Ouagadougou. Diontala ligger 335 meter över havet och antalet invånare är 4 191.
Terrängen runt Diontala är platt, och sluttar österut. Runt Diontala är det ganska tätbefolkat, med 67 invånare per kvadratkilometer.. Diontala är det största samhället i trakten.
Omgivningarna runt Diontala är en mosaik av jordbruksmark och naturlig växtlighet.